# Jenny Slate
Jennifer Sarah "Jenny" Slate (ur. 25 marca 1982) – amerykańska aktorka i komediantka. We wrześniu 2009 roku dołączyła do obsady Saturday Night Live.

## Parodiowane osobistości w SNL
- Olympia Snowe
- Hoda Kotb